# 莱尔莫斯
莱尔莫斯是奥地利蒂罗尔州罗伊特县的一个市镇。总面积56.4平方公里，总人口1094人，人口密度19.4人/平方公里（2005年）。